# خارووپیا ماوا
خارووپیا مأوا (به لهستانی:  Charłupia Mała) یک روستا در لهستان است که در گمینا شراز واقع شده‌است. خارووپیا مأوا ۶۸۰ نفر جمعیت دارد.